# Villa (1966)

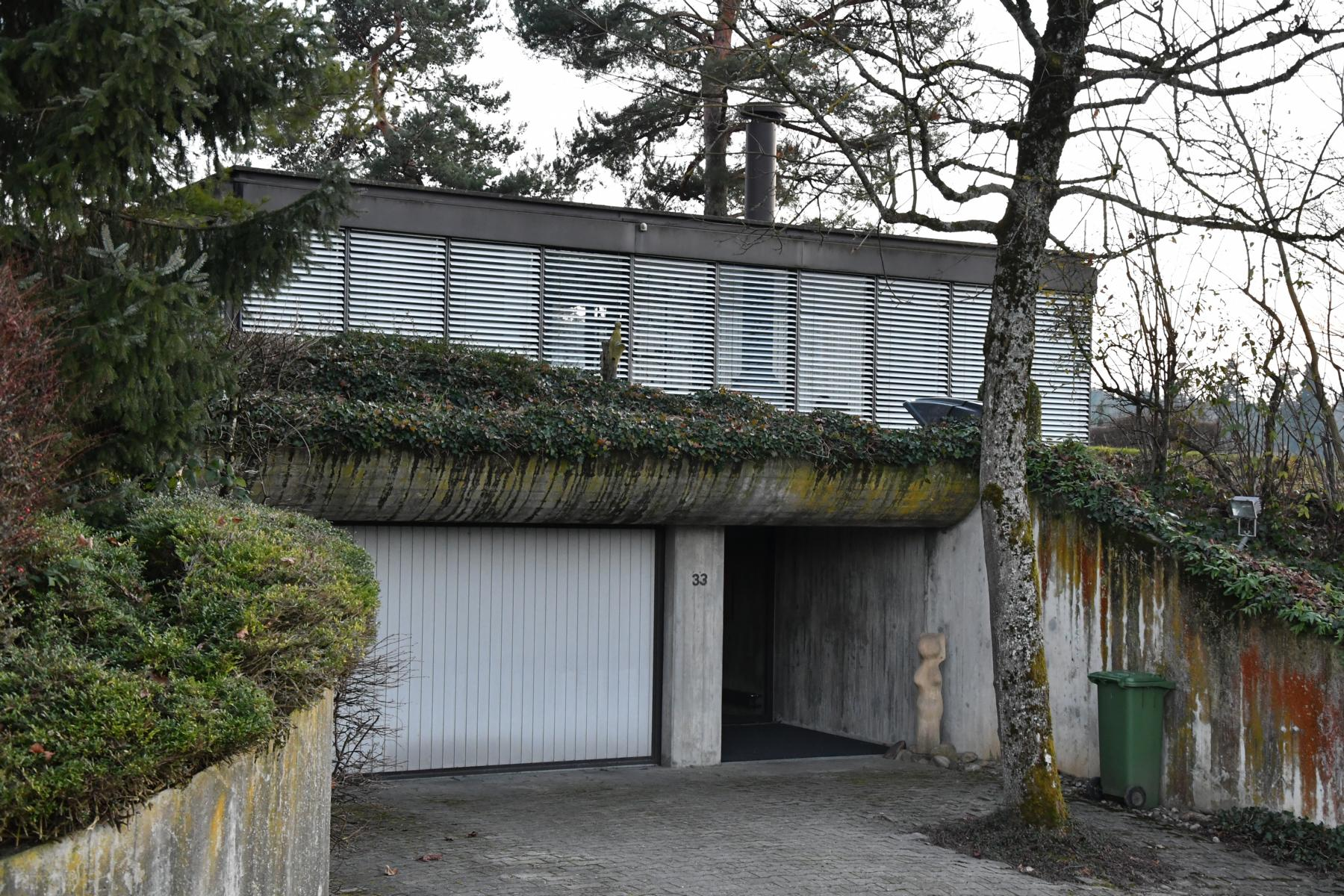
Villa in Bellmund, Hohlenweg 33

Die Villa am Hohlenweg 33 in Bellmund im Schweizer Kanton Bern wurde 1966 von Max Schlup im Stil der «Solothurner Schule» errichtet und steht als Kulturgut unter Denkmalschutz.

## Lage
Die Villa befindet sich westlich des Ortsmittelpunktes von Bellmund in Richtung Bielersee in einer Ortsrandlage. Das Baugrundstück liegt im Vergleich zum Strassenniveau um ungefähr ein Geschoss erhöht.

## Beschreibung
Die gegenüber der Strasse erhöhte Position des Erdgeschosses auf einer Geländeterrasse entstand durch eine künstliche Aufschüttung. Das völlig unter Erdniveau liegende Untergeschoss ist strassenseitig ausschliesslich im Bereich der Garage und eines zurückversetzten Eingangs sichtbar. Im Bereich des Sturzes über der Garage und dem Hauseingang ist der Sichtbeton abgerundet und oberseitig bepflanzt. Das Haus wurde in der räumlichen Gestaltung und der Lage der Lastpunkte des Stahlskeletts auf einem Quadratraster aufgebaut. Die Teilung der Innenräume und die Gestaltung der Gartenterrasse unterwerfen sich dem Raster streng. Sichtbare Stahlträger und -stützen gliedern die Fassade. Die Aussenhaut ist vollständig verglast. Als Sonnenschutz werden Lamellen eingesetzt. Eine bauzeitlich offene Raumfolge mit einem Schwimmbad im Verbindungstrakt des Gebäudes wurde aus bauphysikalischen Gründen angepasst und nachträglich geteilt. Die zeittypische Gartengestaltung hat sich erhalten.
Nach dem Urteil der kantonalen Denkmalpflege macht die «konsequente Gliederung und die ausgesprochen hohe Transparenz des vollständig verglasten Stahlskeletts ... die besondere Qualität dieser Villa aus». Das Bauwerk wurde 2014 rechtswirksam im Bauinventar des Kantons als «schützenswert» verzeichnet.